# 刺齿木蓝
刺齿木蓝（学名：Indigofera chaetodonta），为豆科木蓝属下的一个植物种。